# 鋸鱗下銀漢魚
鋸鱗下銀漢魚，為輻鰭魚綱銀漢魚目精器魚科的其中一種，分布於西太平洋菲律賓Tara及Papatog群島海域，體長可達6.5公分，為熱帶海水魚，棲息在沿岸淺水域，生活習性不明。